# Kaito Miyake
Kaito Miyake (三宅 海斗 Miyake Kaito?), född 27 augusti 1997 i Okayama prefektur, är en japansk fotbollsspelare.
Miyake började sin karriär 2017 i Fortuna Düsseldorf. 2019 flyttade han till Tochigi SC.